# Autoroute A 712
Die Autoroute A 712 ist eine 1,3 km lange, im Jahr 1996 fertiggestellte französische Autobahn und verbindet Lempdes, östlich von Clermont-Ferrand gelegen, mit der Autobahn A 711.

## Streckenführung
| Position | Anzahl Fahrbahnen | höchste zulässige Geschwindigkeit | km | Typ | Abschnitt                   | Breitengrad | Längengrad |
| -------- | ----------------- | --------------------------------- | -- | --- | --------------------------- | ----------- | ---------- |
| 1        | 1                 | 90                                |    |     | Antenne du Pont-du-Château' | 45.7850     | 3.1961     |
| 2        | 1                 | 90                                |    | 1   | Arrivée RN89'               | 45.7844     | 3.2138     |